# Francisco Guterres
Francisco Guterres (Ossu, 7 settembre 1954) è un politico est-timorese, Presidente della Repubblica Democratica di Timor Est da maggio 2017 a maggio 2022.